# نیکلوویتسه
نیکلوویتسه (به چکی: Nyklovice) یک منطقهٔ مسکونی در جمهوری چک است که در ناحیه ژدار ناد سازاووو واقع شده‌است. نیکلوویتسه ۳٫۳۳ کیلومتر مربع مساحت و ۱۶۹ نفر جمعیت دارد و ۶۷۲ متر بالاتر از سطح دریا واقع شده‌است.